# Diego Manzocchi
Diego Edoardo Stefano Manzocchi abbreviato in Diego Manzocchi (Morbegno, 26 dicembre 1912 – Lago Ikolanjärvi, 11 marzo 1940) è stato un aviatore italiano. È noto principalmente per il suo servizio da volontario straniero durante la Guerra d'inverno, dove trovò la morte.

## Biografia

### L'infanzia, i primi anni in aeronautica e la fuga in Francia
Nato a Morbegno il giorno di Santo Stefano del 1912, era il secondogenito di Stefano Manzocchi, ingegnere, e Maria Colombo. Due anni prima della nascita di Diego, era venuta al mondo sua sorella Rosa (morta nel 1950). Quattro anni dopo la madre morì, e l'ingegner Manzocchi si risposò con una donna di nome Anna Maria. Nel 1925 venne a mancare anche il padre. Nonostante le due tragiche perdite, Diego ritenne la sua "un'infanzia felice".
Il 7 gennaio del 1931 si arruolò volontario nella Regia Aeronautica, dove, nel dicembre dello stesso anno, raggiunse il grado di sergente pilota. Nel 1934, con la speranza di avvantaggiarsi la carriera, si iscrisse al PNF. Nel 1938 fu inviato in qualità di istruttore al centro di mobilitazione della Regia Aeronautica di Tripoli, con base a Mellaha, alle dipendenze del 1º Gruppo d'aviazione coloniale, operante anche nel Fezzan. Rientrò in Italia l'anno dopo, sempre come istruttore alla base Giuseppe Gabardini di Cameri. Divenuto sergente maggiore, il 29 settembre del 1939, Manzocchi defezionò, e con un Fiat C. R. 20 atterrò a Embrun, nei pressi di Gap, in Francia. Rilasciato dopo pochi giorni, riuscì a ottenere un visto per recarsi e risiedere a Parigi, dove incontrò due piloti canadesi, il tenente John C. McMaster e il sergente John W. Jenkins, che lo convinsero a unirsi ai volontari stranieri diretti in Finlandia, entrata da poche settimane in guerra contro l'Unione sovietica. Con un salvacondotto concessogli dalla Gendarmeria, Sezione di Avignone, Manzocchi chiese e ottenne un visto per la Svezia via Copenaghen, dove giunse ai primi di novembre. Il 29 gennaio Manzocchi richiese all'ambasciata finlandese a Stoccolma il permesso di entrare nel Paese. Nei primi giorni di febbraio, assieme ad altri volontari stranieri, raggiunse Tornio.

### In Finlandia
Nonostante le interferenze tedesche a seguito del Patto Molotov-Ribbentrop, l'Italia riuscì a mandare ai finlandesi una serie di Fiat G.50 nei mesi dell'invasione sovietica. Nonostante l'apprezzamento dei reparti d'aria finlandesi, questo tipo di velivolo riscontrò alcuni problemi legati all'armamento troppo scarso (disponeva di due sole mitragliatrici) e alle basse temperature nordiche. La valutazione della commissione finlandese fu positiva, giudicando l'aereo versatile, di struttura robusta e pilotabile. Gli stessi piloti finlandesi lo soprannominarono in buona fede "Fiju", mentre gli aviatori italiani ne parlavano come di "un ferro da stiro con le ali". L’Italia fu la sola nazione che vendette uno dei suoi migliori velivoli sulla soglia del secondo conflitto mondiale, mentre le altre nazioni, specie la Gran Bretagna già di per sé impegnata nella guerra contro la Germania, si dimostrarono più refrattarie all'invio di apparecchiature militari. 

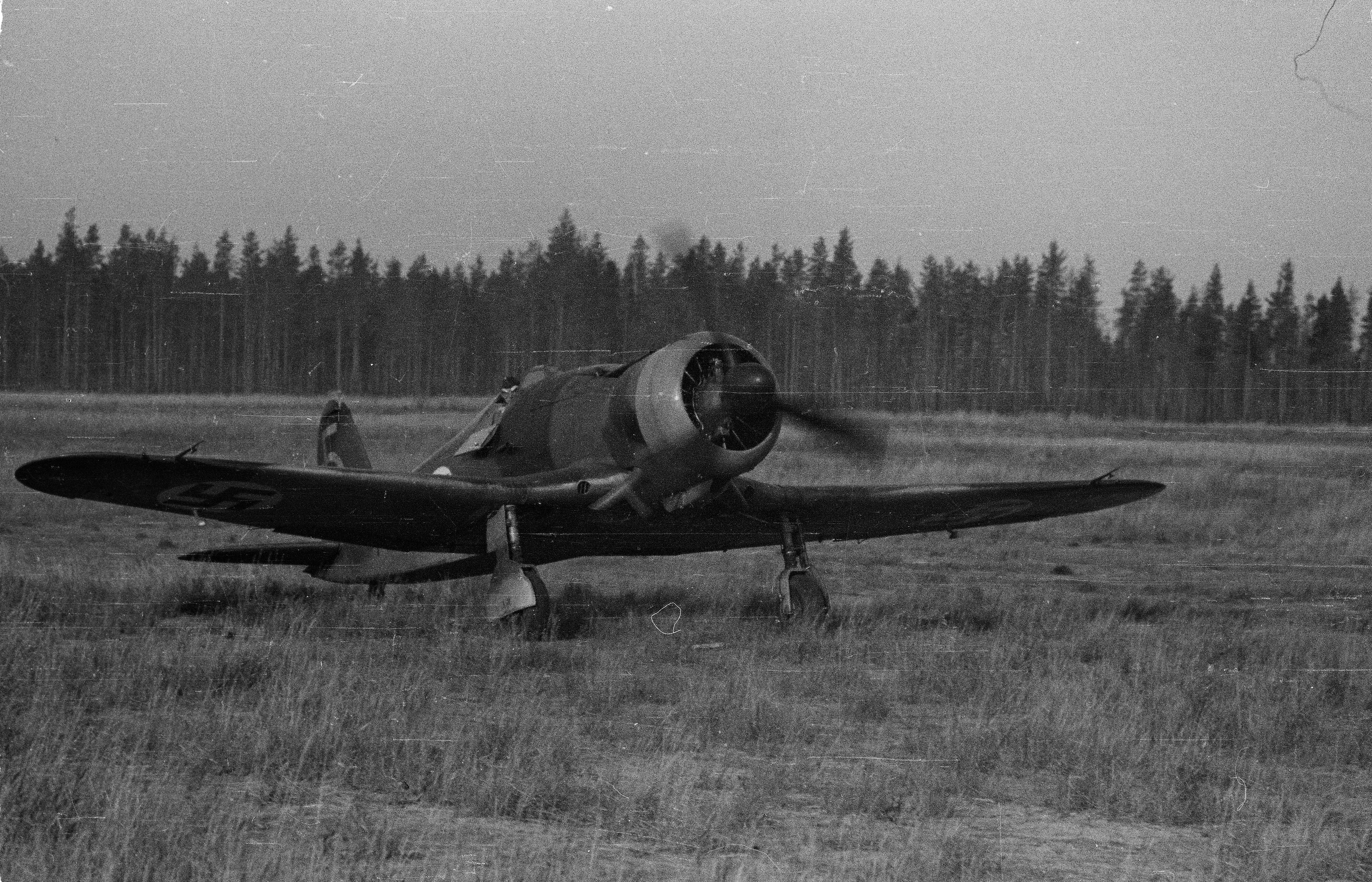
Un Fiat G.50, velivolo che Manzocchi pilotò nel corso della Guerra d'inverno.

Dopo aver trascorso l'intero mese di gennaio ad addestrarsi, nel febbraio del 1940 Manzocchi fu aggregato al 26º Squadrone d'aviazione con base nei pressi di Pyhäniemi, vicino a Kotka, dove fu raggiunto da altri volontari italiani. Il 28 febbraio volò per la prima volta con uno dei G.50, impressionando notevolmente i comandanti finlandesi e le reclute volontarie, alle quali insegnò a pilotare il velivolo. Il 1 marzo fu impegnato in due missioni di interdizione, mentre il giorno seguente fu trasferito dalla base di Haukkajärvi a quella di Hollola, da dove ritornò il 6 marzo. Tre giorni dopo fu inviato in missione, assieme al tenente pilota Olli Puhakka, proprio a Hollola, dove, nonostante le limitazioni del velivolo, riuscì a garantire il supporto aereo alle truppe di terra. Nelle prime ore del 10 marzo, Diego e i tenenti Puhakka, Linnamaa and Aaltonen furono mandati a contrastare le operazioni sovietiche nella Baia di Viipuri, ritornando con successo a Hollola.
L'11 marzo l'Armata Rossa era già riuscite a cacciare le truppe finlandesi dall'Istmo careliano. Poco dopo le 11 del mattino, Manzocchi e Puhakka furono mandati per due volte a ispezionare l'area, ritornando alla base senza aver avvistato alcun nemico. Al terzo tentativo avvistarono uno squadrone di bombardieri, che risposero subito al fuoco. Il velivolo di Puhakka ne uscì illeso, ma quello di Manzocchi fu colpito. Il pilota tentò di atterrare sulle acque ghiacciate del lago Ikolanjärvi, oggigiorno in Russia col toponimo di Il’ičëvskoe, ma le ruote scivolarono troppo e l'aereo si capovolse. Un giovane del luogo si accorse dell'incidente e chiamò alcuni vicini di casa che, arrivati sul luogo, si accorsero che l'aviatore era ancora ancora vivo. Trasportato il corpo del ferito su una slitta fino alla scuola di musica locale, adibita a ospedale militare, però, il medico di base confermò il decesso di Manzocchi, avvenuto poco dopo le ore 18. L'ora del decesso fu registrata alle 17:20, con riferimento al momento dello schianto. Il giorno dopo fu firmata la fine delle ostilità col trattato di Mosca fra il primo ministro finlandese Risto Ryti e il ministro degli esteri sovietico Vjačeslav Molotov, che entrò il vigore il giorno seguente concludendo così la guerra.

## La sepoltura e la teoria del fuoco amico
Nonostante il poco tempo trascorso nel 26º Squadrone d'aviazione, i suoi camerati lo compiansero. Lo stesso tenente Puhakka, annunciando la sua morte, lo ricordò con dignità. Dopo la fine della guerra, le sue spoglie furono traslate al cimitero militare di Hietaniemi a Helsinki. Tuttavia la lapide contenne per molti decenni numerosi errori, come il luogo della sua morte (Valkeala al posto di Kotka) o il cognome Manzoechi; inoltre la data di morte riportata si riferiva al 13 gennaio 1940 invece dell'11 marzo. Nel novembre del 2017, in accordo coi custodi del cimitero, l'appassionato di aeronautica italiano Marco Corsi riuscì a far deporre una lapide priva di errori.
A causa del clamore suscitato dalla sua morte in Finlandia anche dopo la fine del conflitto, dove gli aviatori italiano continuarono a essere ricordati con rispetto e ammirazione, il ricercatore italiano Paolo Torretta asserì, in un articolo di Iltalehti del marzo del 2010, che il Fiat G.50 con cui volava Manzocchi era stato colpito dal fuoco amico, probabilmente da un aereo finlandese che non era riuscito a riconoscerlo in tempo. Secondo Torretta, Matti Laitinen, il ragazzino che per primo giunse nel luogo dello schianto, avrebbe mentito per poi rivelare la verità soltanto anni dopo. Laitinen non avrebbe compreso la richiesta di aiuto del pilota, formulata in una lingua straniera, ritenendolo così un sovietico. Informata la Suojeluskunta dello schianto, un battaglione avrebbe ispezionato la zona e, non comprendendo la lingua di Manzocchi, gli avrebbero sparato con un fucile a pompa, per poi pentirsene una volta notata il simbolo dell'Aviazione finlandese nella parte sommersa del velivolo. Tuttavia, questa teoria non convinse né gli storici finlandesi, né i sostenitori della Suojeluskunta.